# Message Store
| QS-Informatik | Dieser Artikel wurde wegen inhaltlicher Mängel auf der Qualitätssicherungsseite der Redaktion Informatik eingetragen. Dies geschieht, um die Qualität der Artikel aus dem Themengebiet Informatik auf ein akzeptables Niveau zu bringen. Hilf mit, die inhaltlichen Mängel dieses Artikels zu beseitigen, und beteilige dich an der Diskussion! (+) Begründung: Sehr rudimentär gehaltener Artikel. Siehe auch Diskussion:Message Store bzgl. Apache Kafka. --Geri, ✉ 22:48, 22. Dez. 2024 (CET) |

Ein Message Store ist ein Server, der Zugriff auf E-Mails anbietet.
Den Zugriff aus der Ferne ermöglichen drei standardisierte Netzwerkprotokolle:
- Post Office Protocol (POP)[1]
- Internet Message Access Protocol (IMAP)[1]
- Hypertext Transfer Protocol (HTTP)[1]

Ob ein Message Store POP oder IMAP akzeptiert, und welches Protokoll bevorzugt wird, möglicherweise mit Transport Layer Security, kann durch SRV Resource Records bekanntgegeben werden.
Auf drei Arten gelangen E-Mails in Message Stores:
- Mail Delivery Agents speichern eingehende E-Mails.
- Mail Retrieval Agents rufen E-Mails aus anderen Message Stores ab.
- Mail User Agents speichern Vorlagen, Entwürfe, selbst gesendete Mails und Kopien.

Solche Zugriffe erfolgen zumindest teilweise lokal.
Speicherkonzepte von Message Stores basieren auf mbox, MH, Maildir oder Datenbanksystemen. Abwandlungen von Maildir und den Dateiformaten sind ebenso gängig wie Kombinationen mit Datenbanksystemen oder alleinige Stützung auf Datenbanksysteme. 
Die meisten Message Stores sind Bestandteil von Programmpaketen wie dem Courier Mail Server, aber nicht separat erhältlich. Ein früher reiner Message Store war Popper von der University of California in Berkeley.